# Thomas Grenville
Thomas Grenville (Carlisle, 31 dicembre 1755 – Londra, 17 dicembre 1846) è stato un militare britannico.

## Biografia
Figlio di George Grenville ed Elizabeth, figlia di Sir William Wyndham, venne educato all'École Militaire di Parigi ed a Eton insieme ai fratelli William Wyndham Grenville, I barone Grenville e George Nugent-Temple-Grenville, I marchese di Buckingham.
Nel 1779 divenne colonnello dell'80º reggimento di fanteria e membro della Camera dei Lords.
Fu ambasciatore in Francia nel 1782, prima di essere sostituito da Alleyne FitzHerberth, I barone di St. Helen.
Nel 1807 fu presidente della Board of Control e dal 1806 al 1807 Primo Lord dell'Ammiragliato.
Inoltre fu curatore della biblioteca del British Museum fino al 1830. Dal 1798 entrò a far parte del Consiglio Privato di Sua Maestà.

## Ascendenza
|                                     |                                  |                                      | Genitori                                         |  |  | Nonni |  |  | Bisnonni          |  |  | Trisnonni         |  |
|                                     |                                  |                                      |                                                  |  |  |       |  |  | Richard Grenville |  |  | Richard Grenville |  |
|                                     |                                  |                                      |                                                  |  |  |       |  |  | Richard Grenville |  |  | Richard Grenville |  |
|                                     |                                  | Anne Borlase                         |                                                  |  |  |       |  |  | Richard Grenville |  |  |                   |  |
| sir Richard Grenville               |                                  |                                      |                                                  |  |  |       |  |  | Richard Grenville |  |  |                   |  |
|                                     |                                  | Eleanor Temple                       | sir Peter Temple                                 |  |  |       |  |  |                   |  |  |                   |  |
|                                     |                                  | Eleanor Temple                       | sir Peter Temple                                 |  |  |       |  |  |                   |  |  |                   |  |
|                                     |                                  | Eleanor Temple                       | Eleanor Tyrrell                                  |  |  |       |  |  |                   |  |  |                   |  |
| lord George Grenville               |                                  | Eleanor Temple                       |                                                  |  |  |       |  |  |                   |  |  |                   |  |
|                                     |                                  | sir Richard Temple, III baronetto    | sir Peter Temple, II baronetto                   |  |  |       |  |  |                   |  |  |                   |  |
|                                     |                                  | sir Richard Temple, III baronetto    | sir Peter Temple, II baronetto                   |  |  |       |  |  |                   |  |  |                   |  |
|                                     |                                  | sir Richard Temple, III baronetto    | Christiana Leveson                               |  |  |       |  |  |                   |  |  |                   |  |
| Hester Grenville, I contessa Temple |                                  | sir Richard Temple, III baronetto    |                                                  |  |  |       |  |  |                   |  |  |                   |  |
|                                     |                                  | Mary Knapp                           | Henry Knapp                                      |  |  |       |  |  |                   |  |  |                   |  |
|                                     |                                  | Mary Knapp                           | Henry Knapp                                      |  |  |       |  |  |                   |  |  |                   |  |
|                                     |                                  | Mary Knapp                           | Hester Clarke                                    |  |  |       |  |  |                   |  |  |                   |  |
| Thomas Grenville                    |                                  | Mary Knapp                           |                                                  |  |  |       |  |  |                   |  |  |                   |  |
|                                     | sir Edward Wyndham, II baronetto | sir William Wyndham, I baronetto     |                                                  |  |  |       |  |  |                   |  |  |                   |  |
|                                     | sir Edward Wyndham, II baronetto | sir William Wyndham, I baronetto     |                                                  |  |  |       |  |  |                   |  |  |                   |  |
|                                     | sir Edward Wyndham, II baronetto | Frances Hungerford                   |                                                  |  |  |       |  |  |                   |  |  |                   |  |
| sir William Wyndham, III baronetto  | sir Edward Wyndham, II baronetto |                                      |                                                  |  |  |       |  |  |                   |  |  |                   |  |
|                                     |                                  | Catharine Leveson-Gower              | sir William Leveson-Gower, IV baronetto          |  |  |       |  |  |                   |  |  |                   |  |
|                                     |                                  | Catharine Leveson-Gower              | sir William Leveson-Gower, IV baronetto          |  |  |       |  |  |                   |  |  |                   |  |
|                                     |                                  | Catharine Leveson-Gower              | lady Jane Granville                              |  |  |       |  |  |                   |  |  |                   |  |
| Elizabeth Wyndham                   |                                  | Catharine Leveson-Gower              |                                                  |  |  |       |  |  |                   |  |  |                   |  |
|                                     |                                  | Charles Seymour, VI duca di Somerset | Charles Seymour, II barone Seymour di Trowbridge |  |  |       |  |  |                   |  |  |                   |  |
|                                     |                                  | Charles Seymour, VI duca di Somerset | Charles Seymour, II barone Seymour di Trowbridge |  |  |       |  |  |                   |  |  |                   |  |
|                                     |                                  | Charles Seymour, VI duca di Somerset | hon. Elizabeth Alington                          |  |  |       |  |  |                   |  |  |                   |  |
| lady Catherine Seymour              |                                  | Charles Seymour, VI duca di Somerset |                                                  |  |  |       |  |  |                   |  |  |                   |  |
|                                     |                                  | Elizabeth Percy, VI baronessa Percy  | Josceline Percy, XI conte di Northumberland      |  |  |       |  |  |                   |  |  |                   |  |
|                                     |                                  | Elizabeth Percy, VI baronessa Percy  | Josceline Percy, XI conte di Northumberland      |  |  |       |  |  |                   |  |  |                   |  |
|                                     |                                  | Elizabeth Percy, VI baronessa Percy  | lady Elizabeth Wriothesley                       |  |  |       |  |  |                   |  |  |                   |  |
|                                     |                                  | Elizabeth Percy, VI baronessa Percy  |                                                  |  |  |       |  |  |                   |  |  |                   |  |